# Roštěnkové distribuční dilema
Roštěnkové distribuční dilema je patnáctý díl první řady amerického televizního seriálu Teorie velkého třesku. V této epizodě hostuje Courtney Henggeler. Režisérem epizody je Mark Cendrowski.

## Děj
Sheldon svým přátelům představuje své dvojče, sestru Missy (Courtney Henggeler). Všichni tři se jí obratem začnou dvořit. Raj se rozhodne "lékařsky" (za pomocí drog) řešit svůj problém s mluvením se ženami a Leonard Missy nabídne, aby zůstala u nich v bytě. Jak se dalo čekat, kluci s ní začnou nevhodně flirtovat, čehož si všimne Penny a "vysvobodí" ji. Leonard doufá, že by u Missy mohl mít větší šanci tím, že řekne Sheldonovi, že on je teď jejím ochráncem a že on by měl rozhodovat o tom, jakého partnera si ona zvolí. Jakmile se ale Missy dozví, že má Sheldon v plánu řešit její soukromí, nakope ho do rozkroku, čímž ho přinutí říct, že si samozřejmě sama může zvolit svého partnera. Missy odmítne Leonarda, poté i Howarda, který se jí snaží zaujmout jednoduchými kouzelnickými triky, až dojde řada na Raje, o kterého ona zájem projeví. Tomu však přestanou účinkovat drogy, které použil na svůj problém s mluvením se ženami a zahanbeně odchází.

## Obsazení
| Johnny Galecki     | Leonard Hofstadter |
| Jim Parsons        | Sheldon Cooper     |
| Kaley Cuoco        | Penny              |
| Simon Helberg      | Howard Wolowitz    |
| Kunal Nayyar       | Raj Koothrappali   |
| Courtney Henggeler | Missy Cooper       |